# Are Storstein
Are Storstein (1951 - Khao Lak, Thailand, 26 december 2004) was een Noors toneelspeler, filmacteur, schrijver, filmregisseur en rockmuzikant. Hij is de vader van de actrice Silje Storstein.
Hij kwam om ten gevolge van de grote tsunami in Thailand in 2004.